# Giacomo Franco (arquitecto)

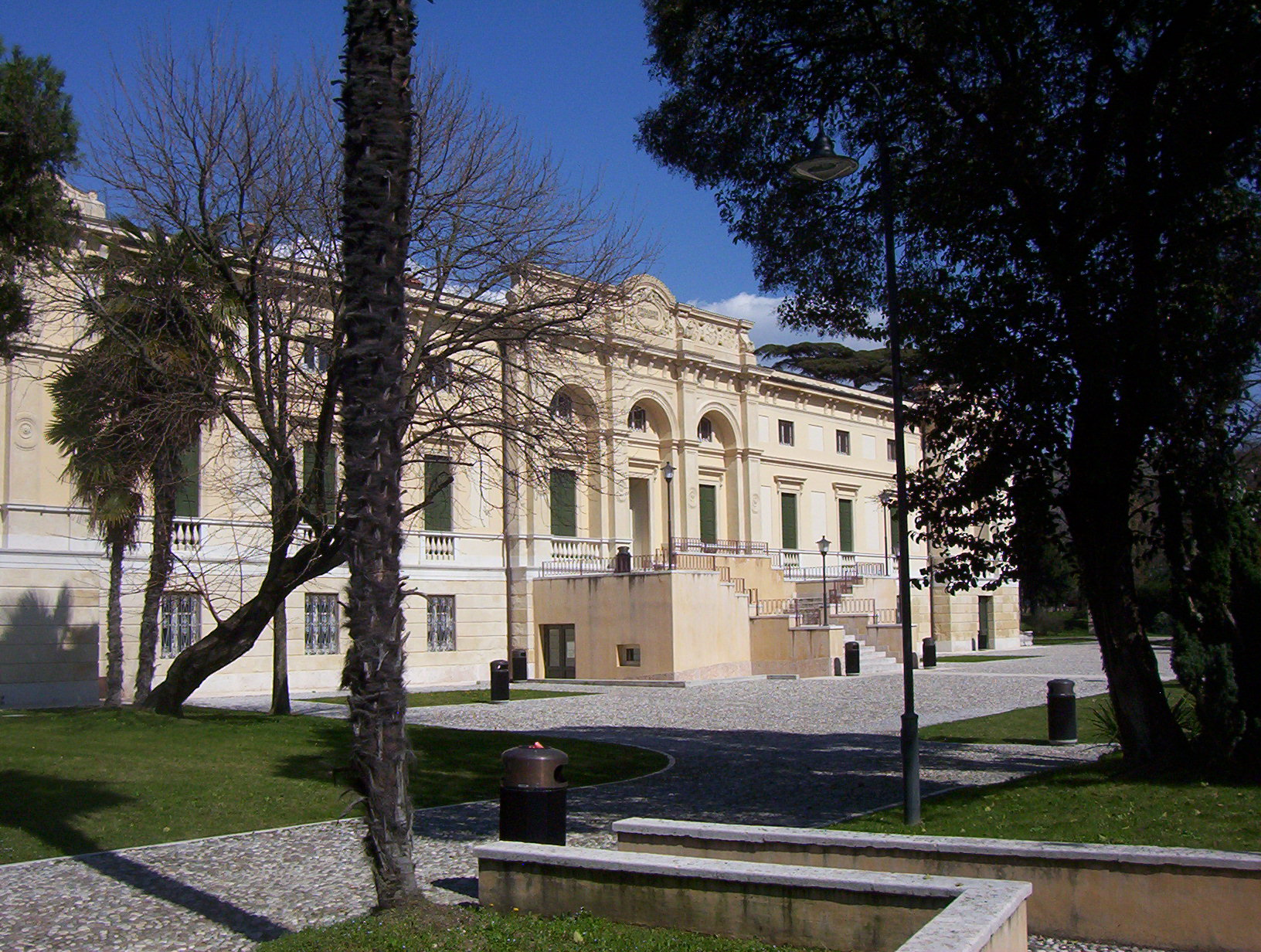
Villa Lebrecht renovada por Giacomo Franco

Giacomo Franco (Verona, 11 de febrero de 1818 - 28 de junio de 1895) fue un arquitecto italiano.

## Biografía
Giacomo nació en el seno de una familia noble. A pesar de su irregular asistencia a los cursos de arquitectura, cultivó una disciplina de autodidacta. El 11 de agosto de 1841, consiguió el puesto de profesor en la Academia de Pintura y Escultura de Verona, y posteriormente en la Academia de Bellas Artes de Venecia, donde su alumno más notable fue el arquitecto Vincenzo Rinaldo, a su vez maestro de Carlo Scarpa.
Realizó numerosos viajes al extranjero, en particular a Viena y París, lo que contribuyó a despertar en él ideas liberales.

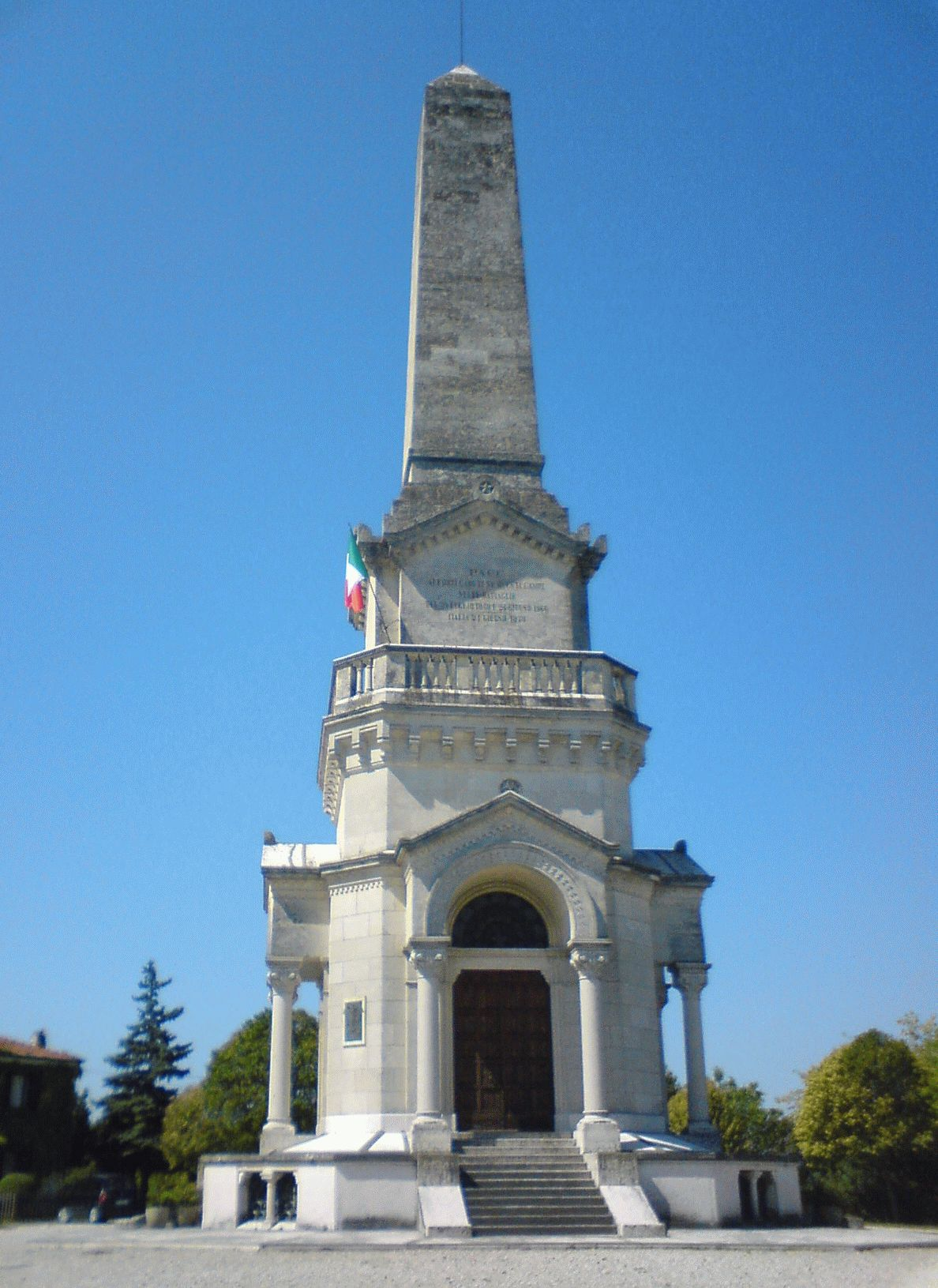
Osario de Custoza, proyectado por Franco

En 1842, realizó su primera obra, la renovación de la Villa Lebrecht de San Floriano, en la fracción de San Pietro in Cariano.
En 1855, se encargó de renovar el palacio familiar en Verona, y los años sucesivos fue comisionado para diseñar la fachada del Macello Nuovo (Matadero Nuevo).
En 1877, ganó un concurso para la construcción del Osario de Custoza. En los años ochenta, se encontraba en el pico de su carrera y fue llamado para tomar parte en numerosas comisiones de los principales concursos nacionales de arquitectura.
Posteriormente, se trasladó a Venecia, donde permaneció hasta 1892 para seguir impartiendo clases.